# Fiat 128 Coupé

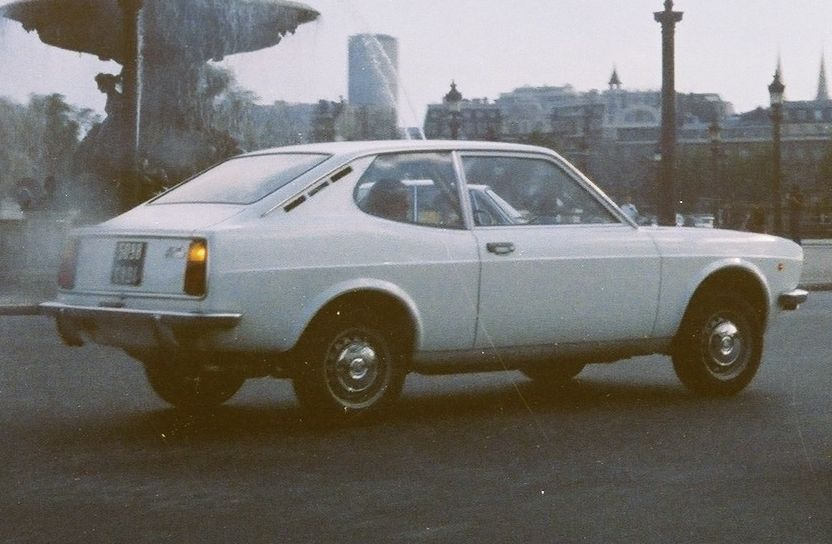
Une Fiat 128 Coupé version "1100 S"

La FIAT 128 Coupé, parfois aussi appelée Fiat 128 Sport ou Fiat 128 Sport Coupé, était la version coupé de la Fiat 128, produite par le constructeur turinois de 1971 à 1978. 
La Fiat 128 Coupé a été déclinée en deux séries distinctes :
- Fiat 128 Sport Coupé,
- Fiat 128 3P.

## Histoire
À la fin des années 1960, la clientèle jeune recherchait les versions coupés des modèles automobiles. Il était quasiment obligatoire de disposer de ces versions un peu sportives au sein de la gamme.
Le constructeur italien FIAT a toujours eu dans sa gamme très variée un nombre important de ces coupés qui eurent un succès enviable. La nouvelle gamme Fiat 128 ne pouvait manquer à la règle surtout après l'énorme succès qu'il avait avec les 850 Coupé et la grande Fiat 124 Coupé. Ses principales concurrentes étaient anglaises et italiennes notamment avec l'Alfa Romeo Giulia GT et la Lancia Fulvia Coupé. Il manquait bien un modèle dans la gamme moyenne pour combler le trou existant entre ses deux modèles. 
D'autant que de nouveaux concurrents comme Ford, Opel et même Renault s'apprêtaient à se lancer dans la production de ce type d'automobile.
La présentation des Ford Capri, Opel Manta et Renault 15 et 17 obligea Fiat à compléter sa gamme 128 avec, dans un premier temps, la Fiat 128 Rally lancée au Salon de Genève 1971 et ensuite avec la gamme 128 Sport Coupé, lancée au Salon de l'Automobile de Turin, en novembre 1971.
La commercialisation de cette gamme qui comprenait pas moins de 4 modèles, deux motorisations et deux finitions, ne fut pas très simple du fait de la concurrence rude de l'Autobianchi A112 Abarth qui avait conquis une grande partie de la clientèle potentielle. C'était LA voiture à la mode de la jeunesse européenne.
Pour faire face à l'évolution des goûts des clients qui semblaient apprécier les voitures "sportives de famille", c'est-à-dire des versions de base avec un certain confort, le côté pratique du hayon qui faisait son apparition, et une motorisation plus puissante, Fiat lancera en 1974, à l'occasion de la présentation de la seconde série de la berline 128 avec les versions "Special", une nouveauté, la "Berlinette 128 3 Portes".
La production s'arrêta en fin d'année 1978. Les versions Coupé ont connu un certain succès commercial certes, mais pas au niveau des espérances du constructeur qui avait beaucoup investi sur cette gamme. Les modèles sont apparus à une époque charnière où les concurrents étaient restés sur des coupés traditionnels et la 128 3P n'a pas enthousiasmé la clientèle italienne mais plutôt celle à l'exportation car peut être trop novatrice dans son concept qui sera repris par nombre de concurrents.
Il faudra attendre une vingtaine d'années avant de revoir un vrai coupé dans la gamme Fiat, la Fiat Coupé.

## La Fiat 128 Sport Coupé
Cette voiture, censée être un dérivé de la Fiat 128 berline de série, n'a, en fait, quasiment rien de commun avec celle-ci, si ce ne sont les motorisations. Le bureau d'études Fiat retravailla tellement la plateforme de la berline qu'elle n'en conservera aucune partie, la carrosserie est aussi très spécifique. Le cahier des charges du constructeur était de réaliser un coupé de référence avec une tenue de route exemplaire, un châssis de qualité qui puisse éventuellement supporter les évolutions nécessaires pour homologuer la voiture pour des compétitions. La qualité de la tenue de route et la conception des suspensions en sont la meilleure preuve.
Les moteurs qui équipent les versions Coupé sont dérivés de ceux de la berline de base et de la version Rally, mais ils sont retravaillés en profondeur. Le  1,116 cm3 à course courte de la berline développe maintenant 64 Ch DIN au lieu des 55 d'origine, et reçoit un carburateur double corps et le 1,290 cm3, dérivé du premier par une augmentation de l'alésage, développe 75 Ch. Ce moteur était également monté sur la Fiat 128 Rally mais ne disposait que de 67 Ch.
La carrosserie est plutôt carrée selon les critères de l'époque, avec une remontée marquée sur la partie arrière à la hauteur de la roue. Elle est élégante et fine. Elle offre une habitabilité largement meilleure que celle de ses concurrentes directes avec un bon niveau de confort grâce à ses quatre roues indépendantes. Le volume du coffre n'a pas été sacrifié avec 320 litres.
Les temps mesurés des accélérations et vitesse maximale sont éloquents, 156 km/h pour le "Coupé 1100" et 164 km/h pour le "1300", malgré l'absence de 5e rapport, un gros défaut selon la presse italienne, qui rendait la voiture bruyante sur autoroute à vitesse élevée. Dotée d'un freinage puissant et endurant, la 128 Coupé faisait merveille sur les routes sinueuses de montagne, son terrain favori. Le tout avec une consommation des plus réduites, souvent inférieure à celles constatées sur les berlines qui étaient déjà très sobres.
Les deux niveaux de finition étaient plutôt assez marqués en différences. Extérieurement, la version "S" disposait de deux petits phares rectangulaires alors que la version "SL" bénéficiait de quatre phares ronds. L'équipement intérieur de la "SL" présente un niveau qualitatif nettement supérieur avec des sièges en tissu plus enveloppants et complètement réglables et un tableau de bord complet avec volant recouvert de cuir. 

## La Fiat 128 Coupé 3P

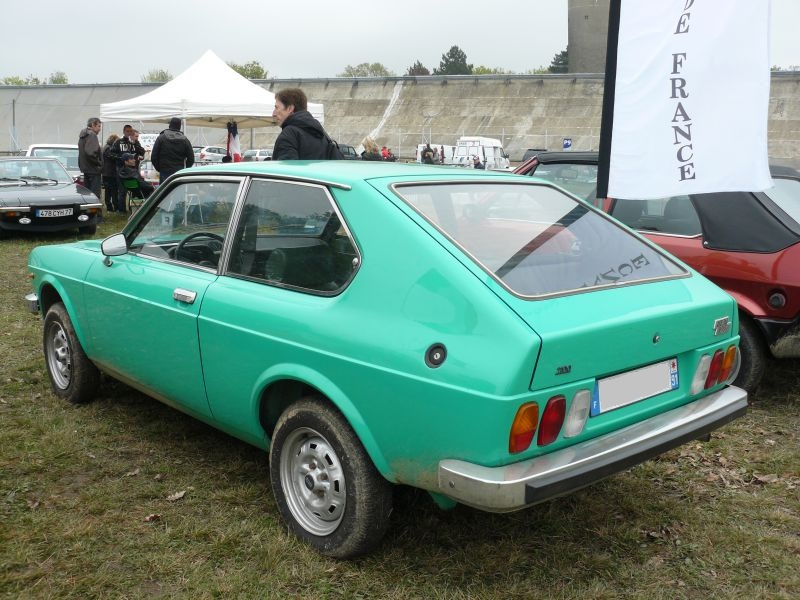
Vue arrière de la Fiat 128 3P (1975)

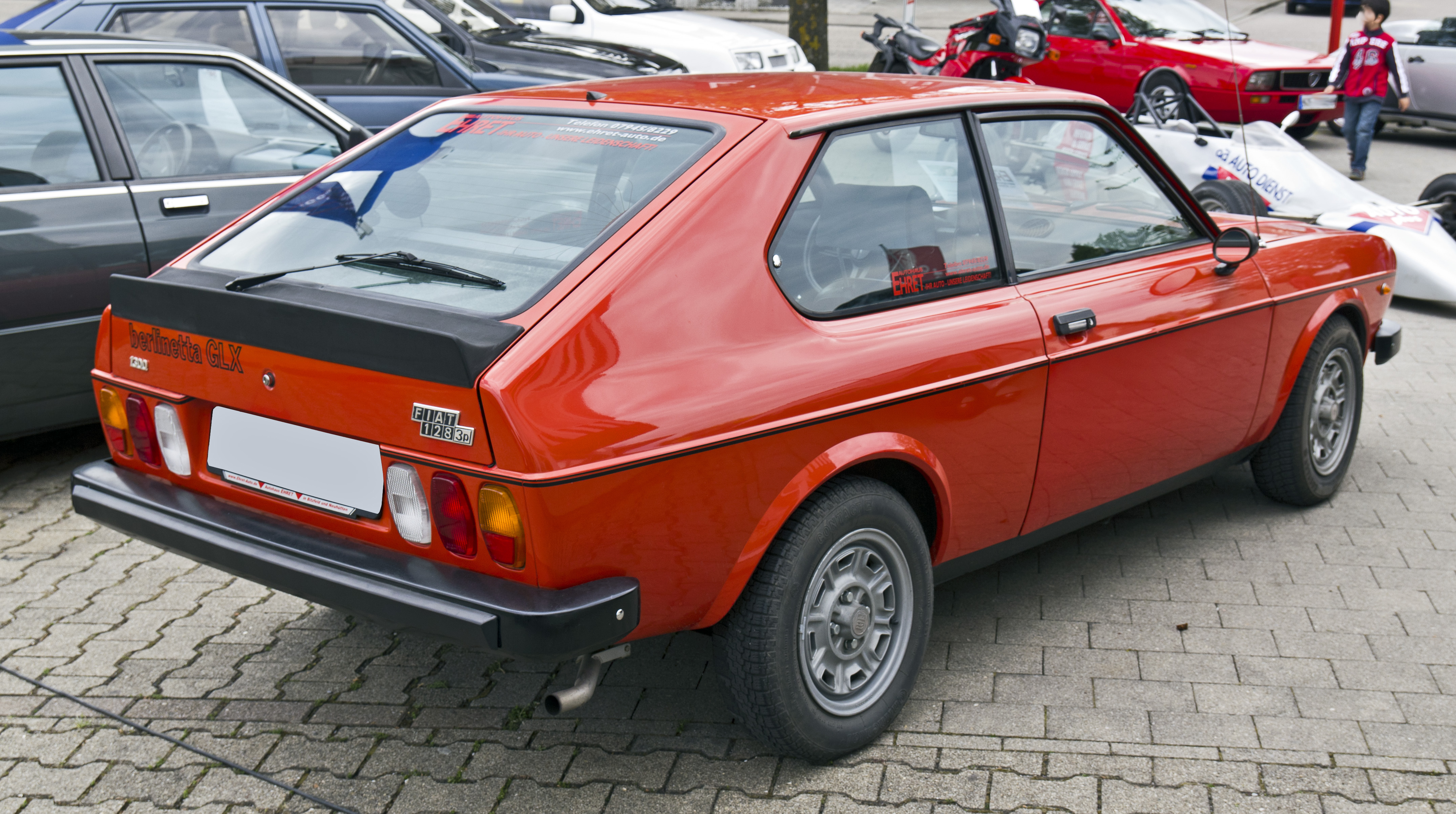
Une Fiat 128 3P Berlinetta GLX (1979)

En 1975, la Fiat 128 Sport Coupé est remplacée par la 128 3P. La voiture, décrite comme une "berlinette" sur les dépliants publicitaires, étrennait une nouvelle formule coupé/familiale, avec un coffre beaucoup plus grand que celui de la 128 Sport précédente et doté d'un large hayon, comme sur la seconde version de la Fiat 127. Les feux arrière comprennent trois éléments ovoïdes originaux très modernes. La face avant reprend le style des anciennes versions "SL" avec quatre phares ronds. Les vitres sont teintées et les ceintures de sécurité sont à enrouleur, une première à ce niveau de voiture. 
Les motorisations 1100 et 1300 ont bénéficié d'améliorations pour encore abaisser la consommation. La voiture restera inchangée jusqu'en 1978 quand Fiat lancera une "Série Spéciale", la 128 3P dotée d'un large spoiler arrière placé sous la lunette, des appuis-têtes de série aux places avant et les pare-chocs, les poignées, rétroviseurs et cornières en noir opaque. Une bande adhésive avec la mention "SPORT" décore les bas de caisse, la jupe arrière et le capot moteur. Cette version sera aussi baptisée "128 GXL" dans certains pays. La production prendra fin en fin d'année 1980.

### Les Fiat 128 Coupé 3P polonaises
En 1974 et 1979, 824 exemplaires de la Fiat 128 Coupé 3P ont été assemblés en CKD et commercialisés par Fiat-Polski.

## La cousine espagnoleSeat 1200 Sport

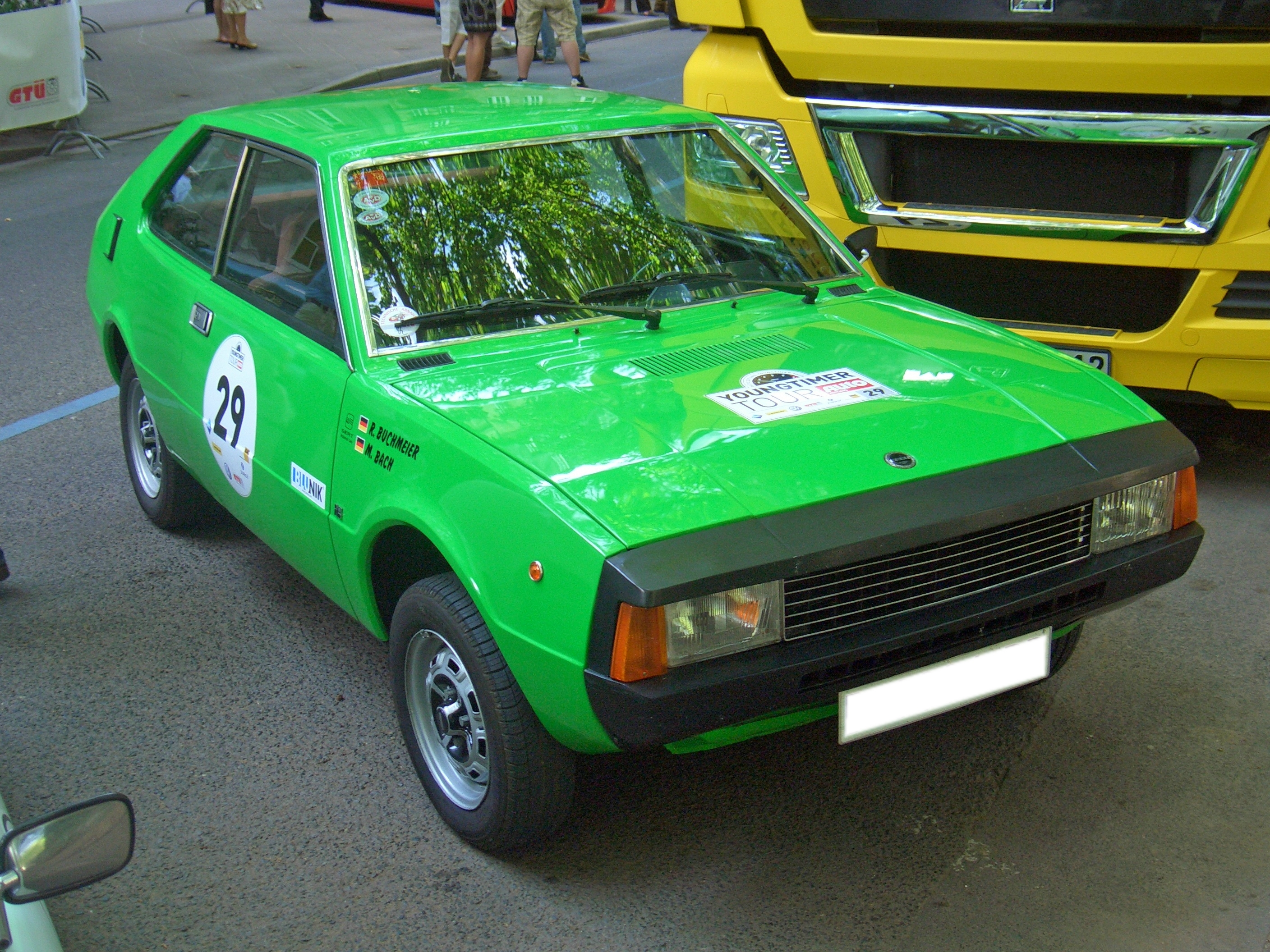
Une Seat 1200 Sport "Bocanegra" (1975)

En Espagne, Fiat disposait d'une filiale depuis 1953, le constructeur Seat qui produisait sous licence les modèles italiens avec parfois quelques exceptions, comme la Seat 1200 Sport, un modèle original développé en Espagne sur la base de la Fiat 127.
En 1975, Seat lève le voile sur un nouveau modèle créé dans son bureau d'études et n'ayant aucune correspondance avec un modèle Fiat existant ou à venir : la Seat 1200 Sport. Cette voiture peut se définir comme la cousine espagnole de la "Fiat 128 Coupé", dont la production était uniquement destinée au marché ibérique avec quelques importations parallèles, en France notamment. 
La plate-forme dérive de celle de la Fiat 127, et donc de son clone local, la Seat 127. Le moteur est le 1,197 cm3 provenant de l'ancienne Fiat 124, toujours produit par Seat. En 1977, Seat l'équipe du moteur 1 430 cm3 de la Seat 1430 cm³ et la baptise "Seat 1430 Sport". 
La ligne générale de la voiture est un lointain rappel de la Fiat 128 3P, mais il lui manque le hayon arrière. La face avant se veut originale et reprend le style des voitures expérimentales de sécurité avec un large bandeau noir inspiré des Fiat ESV (Experimental Safety Vehicle) des années 1970, qui lui vaudront le surnom de Bocanegra.
La "Seat 1200 Sport" sera fabriquée de 1976 à 1980 en à peine 11.619 exemplaires. La version "1430 Sport" sera encore moins appréciée avec seulement 7.713 exemplaires produits entre 1977 et 1980.
Après l'échec commercial de la 1200 Sport, en 1976 Seat obtient de Fiat la licence pour assembler la Fiat 128 3P en CKD dans son usine de Barcelone. Elle est équipée des moteurs Seat 1.197 et 1,430 cm3. Elle sera assemblée à partir de l'automne 1976 jusqu'en janvier 1980 à 32.093 exemplaires destinés uniquement au marché espagnol.

## Caractéristiques techniques
| Caractéristiques techniques - Fiat 128 Sport Coupé | | | |
| Modèle                                             | Version 1100 de 1971 | Version 1300 de 1971 | |
| Moteur                                             | Fiat 4 cylindres en ligne, course courte, position transversale à l'avant | Fiat 4 cylindres en ligne, course courte, position transversale à l'avant | Fiat 4 cylindres en ligne, course courte, position transversale à l'avant |
| Cylindrée                                          | 1,116 cm3 (Alésage x course = 80,0 x 55,5 mm) | 1,290 cm3 (Alésage x course = 86,0 x 55,5 mm) | |
| Distribution                                       | 2 soupapes par cylindre avec arbre à cames en tête | 2 soupapes par cylindre avec arbre à cames en tête | 2 soupapes par cylindre avec arbre à cames en tête |
| Puissance maxi                                     | 64 Ch DIN à 6.000 tr/min | 75 Ch DIN à 6.600 tr/min | |
| Couple maxi                                        | 8,3 mKg DIN à 3.800 tr/min | 9,4 mKg DIN à 3.600 tr/min | |
| Embrayage                                          | monodisque à sec | monodisque à sec | monodisque à sec |
| Boîte de vitesses                                  | à 4 rapports + AR | à 4 rapports + AR | à 4 rapports + AR |
| Traction                                           | traction avant | traction avant | traction avant |
| Carrosserie                                        | coque métallique autoporteuse | coque métallique autoporteuse | coque métallique autoporteuse |
| Suspensions avant                                  | roues indépendantes, bras transversaux oscillants, ressorts hélicoïdaux, amortisseurs hydrauliques télescopiques | roues indépendantes, bras transversaux oscillants, ressorts hélicoïdaux, amortisseurs hydrauliques télescopiques | roues indépendantes, bras transversaux oscillants, ressorts hélicoïdaux, amortisseurs hydrauliques télescopiques |
| Suspensions arrière                                | roues indépendantes, bras triangulaires transversaux oscillants, lame transversale, amortisseurs hydrauliques télescopiques                                                                                          | roues indépendantes, bras triangulaires transversaux oscillants, lame transversale, amortisseurs hydrauliques télescopiques                                                                                          | roues indépendantes, bras triangulaires transversaux oscillants, lame transversale, amortisseurs hydrauliques télescopiques                                                                                          |
| Freinage                                           | disques sur les roues avant et tambours sur les roues arrière, commande hydraulique, servofrein à dépression, limiteur et répartiteur de freinage sur l'essieu arrière. Frein à main mécanique sur les roues arrière | disques sur les roues avant et tambours sur les roues arrière, commande hydraulique, servofrein à dépression, limiteur et répartiteur de freinage sur l'essieu arrière. Frein à main mécanique sur les roues arrière | disques sur les roues avant et tambours sur les roues arrière, commande hydraulique, servofrein à dépression, limiteur et répartiteur de freinage sur l'essieu arrière. Frein à main mécanique sur les roues arrière |
| Pneumatiques                                       | 145 HR x 13" Radiaux | 145 HR x 13" Radiaux | 145 HR x 13" Radiaux |
| Poids                                              | 815 kg en ordre de marche, 775 kg à vide | 820 kg en ordre de marche, 780 kg à vide | |
| Réservoir                                          | 50 litres | 50 litres | 50 litres |
| Accélération                                       | 35,201 s 1 km arrêté | 33,864 s 1 km arrêté | |
| Vitesse maxi                                       | 156 km/h | 164 km/h | |
| Consommation                                       | à 90 km/h : 6,58 l/100 km - à 120 km/h : 8,49 l/100 km - cycle urbain : 8,5 l/100 km | à 90 km/h : 6,89 l/100 km - à 120 km/h : 9,39 l/100 km - cycle urbain : 8,8 l/100 km | |